# Londons stadsvapen

Vapnet för City of London.

Londons stadsvapen är vapen för City of London, som egentligen bara utgör en liten, central del av Storlondon. Storlondon har inget gemensamt vapen sedan Greater London Council avskaffades 1986, däremot har samtliga London boroughs egna vapen.

## Blasonering
Blasonering: I fält av silver ett rött kors, och på kantonen ett svärd av samma färg. Korset symboliserar Sankt Göran, Englands skyddspatron, och svärdet symboliserar aposteln Paulus, Londons skyddspatron.
Sköldhållare är två drakar i silver, med röda kors på sina vingar. En till drakvinge med ett rött kors är hjälmprydnaden.
Mottot är Domine Dirige Nos, latin för "Herre, led oss".